# Acepción
Se denomina acepción a uno de los significados de una palabra o expresión de lengua. En la práctica y según sea el caso, el uso de este concepto no es exacta sinónimo de significado (o contenido) :
- Cuando se trata de una secuencia monosémica, el concepto de acepción se corresponde exactamente con el de significado;
- Pero cuando se trata de una secuencia polisémica (u homógrafa), las distintas acepciones configuran el significado total del término, que se distingue conceptualmente en la medida en que las diferentes acepciones tengan mayor distancia semántica, sobre todo cuando se interpretan en su globalidad (en su contexto).

Así, en el primer caso, se hace referencia al significado de un término, mientras que en el segundo caso, se hace referencia a sus distintas acepciones.

## Sobre la polisemia
En lingüística, una acepción es uno de los significados de una palabra.
Por ejemplo, un diccionario puede tener alrededor de 50 diferentes significados de la palabra de inglés play, cada uno de ellos diferente según el contexto en el que la palabra es usada en la frase. Por ejemplo :

 We went to see the play Romeo and Juliet at the theater. 

 The children went out to play in the park. 

Cada una de estas frases asocia un diferente significado a la palabra "play", y esa asignación se realiza naturalmente teniendo en cuenta el resto de la frase.
Ejemplo en español:
La palabra batería, puede referirse a un dispositivo que almacena energía como al instrumento musical de percusión.
Las computadoras o las personas pueden ir leyendo las palabras de una frase una por una, y mediante un procedimiento llamado desambiguación lingüística (desambiguación con asignación del significado), lograr encontrar el correcto significado de cada palabra.